# Bielorrusia en los Juegos Paralímpicos de Nagano 1998
Bielorrusia estuvo representada en los Juegos Paralímpicos de Nagano 1998 por cinco deportistas, tres hombres y dos mujeres. El equipo paralímpico bielorruso no obtuvo ninguna medalla en estos Juegos.